# هواگردسازی بنسن
هواگردسازی بنسن (به انگلیسی: Bensen Aircraft Corporation) یک شرکت هواگردسازی آمریکایی بود که فقط هواچرخ تولید می‌کرد. بجز بنسن بی۸ همهٔ محصولات این شرکت آزمایشی بودند و به تولید انبوه نرسیدند. بنسن بی۸ در سال ۱۹۵۵ پرواز کرد و بصورت کیت سی‌کی‌دی فروخته می‌شد که تا به امروز در سال ۲۰۱۹ روش ساخت و ساز قطعات آن موجود هستند.

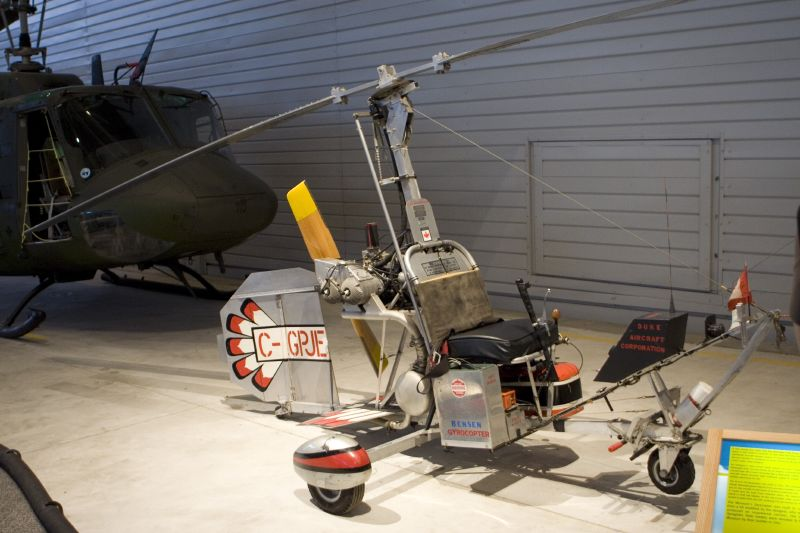
هواچرخ بنسن بی۸
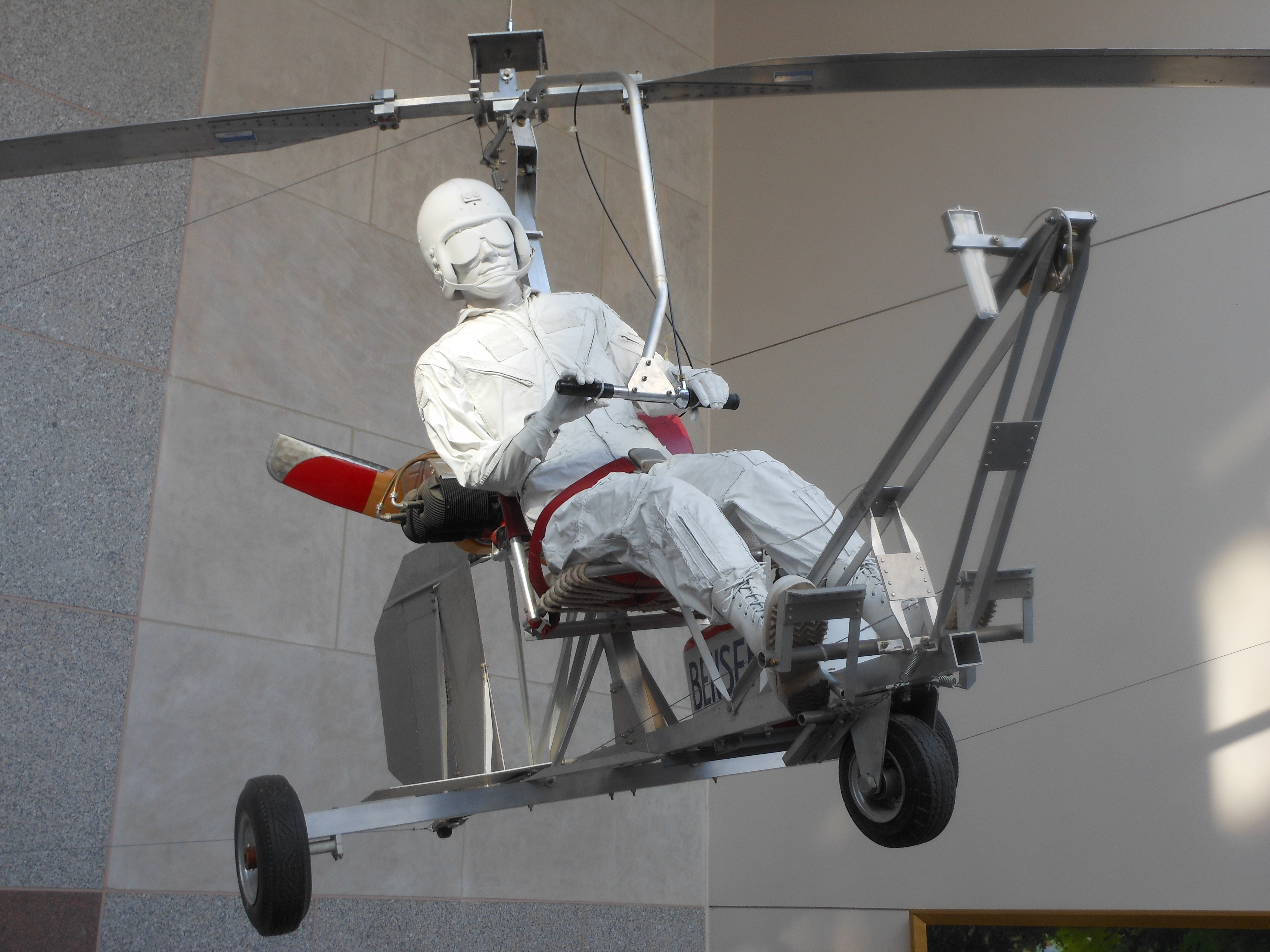
هواچرخ بنسن بی۷
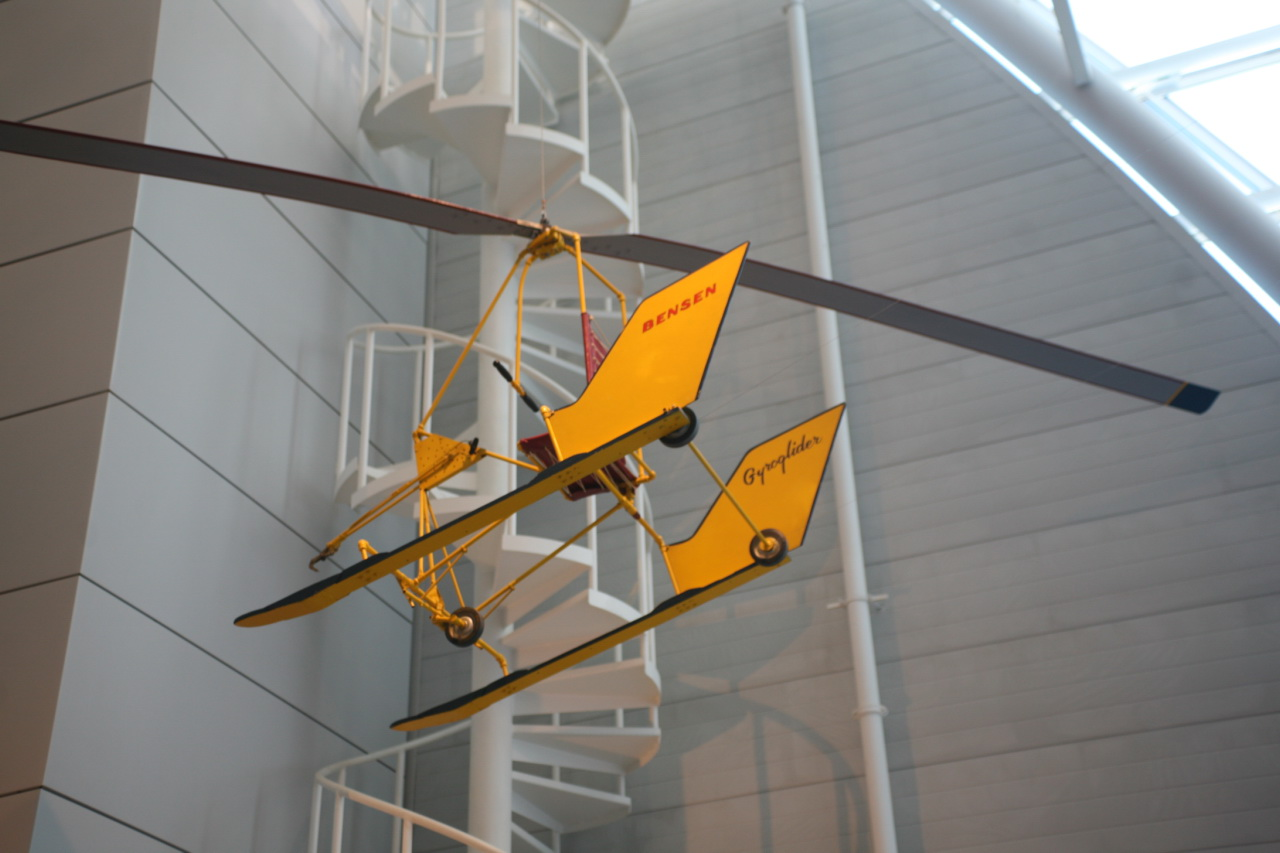
بادبادک پروانه‌دار بنسن بی۶